# Karadavutlu, Adapazarı
Karadavutlu là một xã thuộc quận Adapazarı, tỉnh Sakarya, Thổ Nhĩ Kỳ. Dân số thời điểm năm 2008 là 209 người.